# Domeykite
La domeykite est un minéral de la classe des sulfures, dans laquelle elle est classée dans la division des alliages. Wilhelm Haidinger l'a nommé en 1845 en l'honneur du minéralogiste polonais Ignacy "Ignacio" Domeyko (1802-1889), qui l'a décrit pour la première fois en 1845 dans la mine de Cotons, dans la région de Coquimbo (Chili).

## Caractéristiques
C'est un arséniure de cuivre de formule Cu3As. Il contient généralement des impuretés qui lui donnent des colorations, parmi lesquelles l'antimoine ou le soufre sont les plus fréquentes. Elle cristallise dans le système cubique, bien que les cristaux soient très rares. Son habitus typique est formé de masses irrégulières et de formes botryoïdales. C'est un minéral de transparence opaque, et de couleur allant du blanc au gris. Son éclat est métallique et sa dureté est comprise entre 3 et 3,5 sur l'échelle de Mohs. Sa densité varie entre 7,2 et 8,1. Bien qu'il s'agisse d'un minerai de cuivre mineur, elle est utilisée pour obtenir du cuivre.

## Classification
Selon la classification de Nickel-Strunz, la domeykite appartient à "02.AA: Alliages de métalloïdes avec Cu, Ag, Au" avec les minéraux suivants : domeykite-β, algodonite, koutekite, novakite, cuprostibite, kutinaïte, allargentum, dyscrasite, maldonite et stistaïte.

## Formation et gisements
Elle se forme dans les zones d'enrichissement secondaire des veines hydrothermales. Elle est couramment associée à d'autres minéraux, tels que l'argent natif, le cuivre natif et l'algodonite.

## Variétés

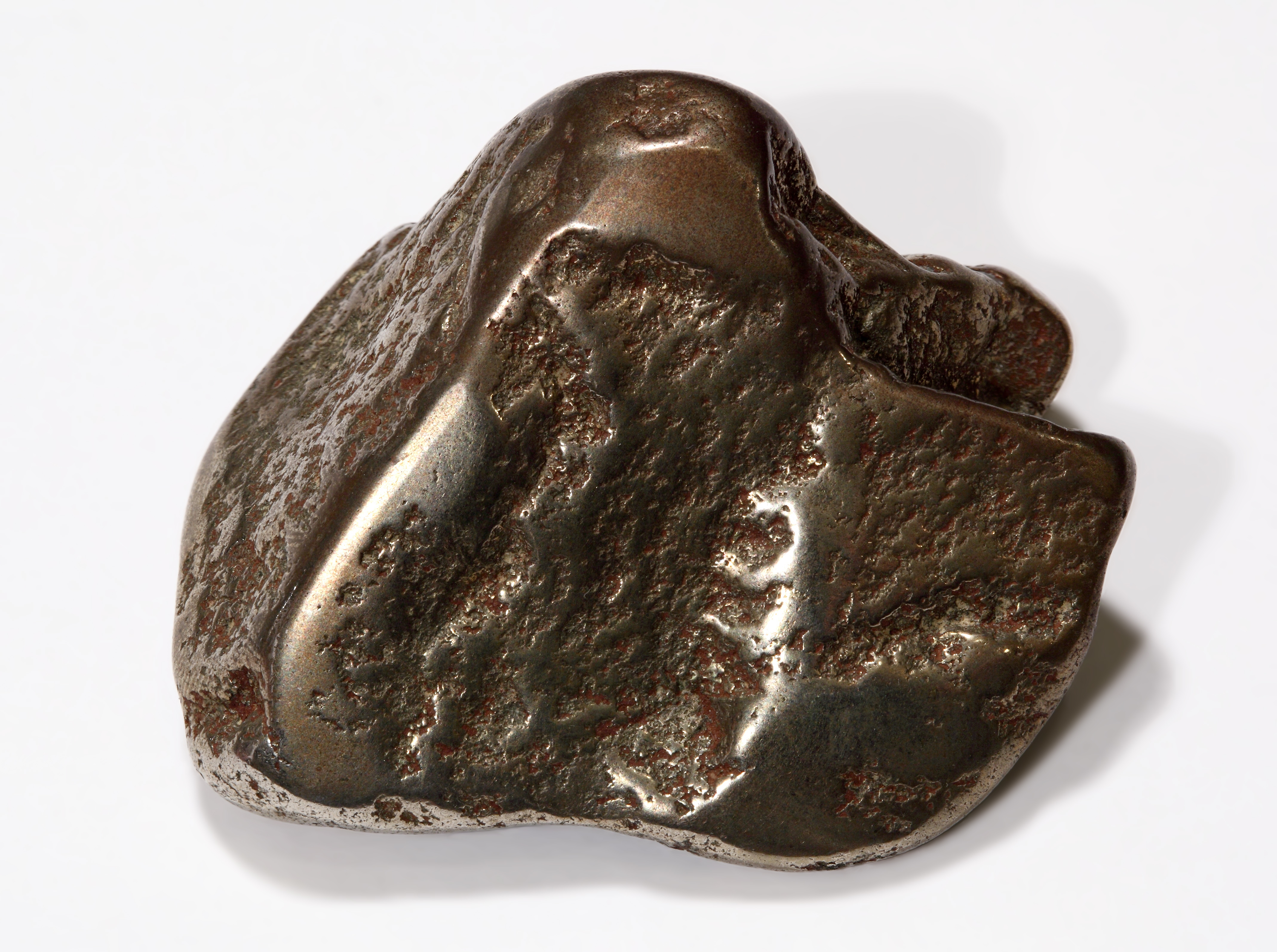
Mohawkite, un mélange de domeykite, d'argent et d'algodonite.

L'argentodomeikite est une variété artificielle, dans laquelle le cuivre est partiellement remplacé par l'argent. Cette variété et la domeikite sont polies et utilisées comme gemmes en joaillerie et à des fins ornementales,.
La mohawkite est un mélange de domeykite, d'argent et d'algodonite, nommé d'après la ville de Mohawk, dans le Michigan, États-Unis.